# Khaba
Khaba (còn được gọi là Hor-Khaba) là một vị pharaon của Ai Cập cổ đại, ông là một vị vua của vương triều thứ ba thuộc thời kỳ Cổ vương quốc. Thời điểm mà Khaba cai trị vẫn chưa được xác định một cách chính xác nhưng nó có lẽ là vào khoảng năm 2670 TCN.
Vua Khaba được coi là một nhân vật khó xác định trong lịch sử Ai Cập cổ đại. Tên của ông được chứng thực thông qua các bằng chứng khảo cổ học như các bát đá và những vết dấu triện bùn. Triều đại của Khaba được xác định một cách chắc chắn là thuộc về vương triều thứ ba. Tuy nhiên do sự mâu thuẫn giữa các bản danh sách vua thời Ramesses và do thiếu hụt những ghi chép về các lễ hội hay sự kiện lịch sử diễn ra vào thời điểm ông trị vì, cho nên vị trí chính xác của ông trong biện niên sử hiện vẫn đang được tranh luận. Nguyên nhân dẫn đến vấn đề này là do sự mâu thuẫn giữa các bản danh sách vua được biên soạn rất lâu sau khi Khaba qua đời, đặc biệt là dưới thời kỳ Ramesses. Ngoài ra còn có các cuộc tranh luận về nơi Khaba có thể đã được mai táng. Nhiều nhà Ai Cập học và khảo cổ học đã đưa ra giả thuyết cho rằng một kim tự tháp bậc thang chưa được xây dựng xong nằm tại Zawyet el'Aryan, được gọi là Kim tự tháp Tầng, vốn là của ông. Những người khác tin rằng lăng mộ của ông là một mastaba lớn nằm gần Kim tự tháp Tầng, tại đây một số lượng lớn các bình đá có khắc serekh của Khaba đã được tìm thấy

## Chứng thực
Tên của Khaba xuất hiện trên 9 chiếc bát đá được làm từ nhiều chất liệu khác nhau như magnesit, đá travertine, và diorite, chúng được tìm thấy tại các địa điểm khảo cổ học ở Zawyet el'Aryan, Abusir, và Naga-ed-Deir. Những chiếc bát đá này được tìm thấy hầu như nguyên vẹn; Chỉ có duy nhất tên serekh của nhà vua xuất hiện trên bề mặt bóng của những chiếc bát này. Giống như phong cách vào thời điểm chúng được làm, trên những chiếc bát này không hề có thêm những dòng chữ khắc nào khác.
Tên của ông cũng xuất hiện trên một vài vết dấu triện bùn được tìm thấy ở Quesna (khu vực châu thổ), Zawyet el'Aryan, Hierakonpolis và Elephantine. Hầu hết các dấu triện bùn này được khai quật ở Elephantine;. Những vết dấu triện này có nhiều dòng chữ hơn các bát đá, tuy nhiên hầu hết các dấu triện này chỉ còn là những mảnh vỡ nhỏ và bề mặt của chúng đều đã bị bào mòn qua nhiều năm
Chỉ có duy nhất một con dấu còn lưu giữ nguyên vẹn một dòng chữ với đầy đủ tên hoặc tước hiệu; Con dấu với số hiệu UC-11755 này lại không xác định được rõ niên đại và hiện đang được trưng bày tại Bảo tàng Petrie ở Luân Đôn. Trên đó, tên Horus và tên Horus vàng xuất hiện xen kẽ lẫn nhau.

## Danh tính

### Tên gọi của nhà vua
Hiện nay, chúng ta chỉ biết được duy nhất tên serekh và Horus vàng của Khaba. Tên gọi tước hiệu Nisut-Bity và tên Nebty của ông chưa được biết đến. Ngoài ra, Khaba là một trong số rất ít các vị vua thuộc thời kỳ Tiền triều đại và Cổ vương quốc có tên Vàng được xác thực thông qua các bằng chứng khảo cổ học, đây là một dạng tiền thân của tên Horus Vàng. Ngoài Khaba và vua Sneferu, vị vua sáng lập nên vương triều thứ 4, các vị vua khác cũng sử dụng tên Vàng này là Djer, Den, Nynetjer, Khasekhemwy, và Djoser. Từ triều đại của Sneferu trở đi, tên Horus Vàng đã trở thành một tiêu đề hoàng gia chính thức được tất cả các vị vua sử dụng, bất kể nhà vua đó trị vì trong bao lâu. Tên Horus Vàng của Khaba cũng được tìm thấy trên một vài vết dấu triện, mặc dù vậy việc đọc và dịch chính xác nó lại đang nằm trong vòng tranh luận. Peter Kaplony dịch nó là Nub-iret hoặc Nub iret-djedef, dẫu vậy ông ta lại không chắc liệu rằng âm tiết djedef có phải vốn là một phần của tên gọi này hay là một tước hiệu danh dự.Ngược lại, Thomas Schneider và Jürgen von Beckerath lại cho rằng tên Horus Vàng của Khaba được đọc là Netjer-nub, có nghĩa là "chim ưng vàng". 

### Đồng nhất với các bản danh sách vua thời Ramsses
Các nhà nghiên cứu đã gặp phải một số vấn đề trong việc đồng nhất tên của Khaba với tên gọi của các vị vua được ghi lại vào thời kỳ Ramesses (vương triều thứ Mười chín và Hai mươi). Thật không may, những bản danh sách này lại không có được sự thống nhất một cách rõ ràng về số lượng hoặc tên của các vị vua thuộc vương triều thứ 3. Danh sách vua Abydos ghi lại tên các vị vua lần lượt là Nebka, Djoser, Teti, Sedjes, và Neferkarê, trong khi cuộn giấy cói Turin ghi lại là Nebka, Djoser, Djoserteti, Hudjefa, và Huni. Bản danh sách vua Saqqara lại liệt kê là Djoser, Djoserteti, Nebkarê, và Huni. Sử gia Manetho ghi lại tên của 9 vị vua: Necheróphes, Tosorthrós, Týreis, Mesôchris, Sôphis, Tósertasis, Achês, Sêphuris, Kerpherês..
Ngày nay, có nhiều quan điểm khác nhau về danh tính của Khaba. Ví dụ như nhà Ai Cập học Iorwerth Eiddon Stephen Edwards đồng nhất Khaba với tên đồ hình Teti dưới thời Ramsses. Ngược lại, Wolfgang Helck và Aidan Dodson cho rằng Khaba có thể được đồng nhất với tên gọi Sedjes và Hudjefa II. Cả hai "tên" gọi này được các viên ký lục thời Ramsses sử dụng như là cách gọi thay thế cho một tước hiệu hoàng gia vốn khó đọc khi họ tiến hành biên soạn các bản danh sách vua này. Điều này sẽ chỉ phù hợp với một vị vua chỉ trị vì trong một thời gian ngắn. Bản danh sách Turin ghi lại rằng triều đại của Hudjefa II chỉ kéo dài 6 năm.
Một số ít các nhà Ai Cập hiện đại lại nghĩ rằng Khaba có thể được đồng nhất với Huni, vị vua cuối cùng của vương triều thứ ba. Để minh chứng cho quan điểm này, Rainer Stadelmann, Nicolas Grimal, Wolfgang Helck và Toby Wilkinson hướng sự quan tâm của họ vào một kim tự tháp bậc thang tại Zawyet el'Aryan, nó được gọi là Kim tự tháp Tầng. Di tích này được cho là của Khaba và bởi vì Stadelmann và Wilkinson đều tin rằng kim tự tháp này đã được xây dựng hoàn thiện, do đó nó chỉ có thể thuộc về một vị vua đã cai trị lâu dài, chẳng hạn như vua Huni. Vua Huni được ghi lại trong cuộn giấy cói Turin là đã cai trị trong vòng 24 năm. Thêm vào đó, Stadelmann còn chỉ ra những vết dấu được tìm thấy ở Elephantine: chúng được khai quật ở một địa điểm nằm rất gần với kim tự tháp bậc thang mà Huni đã cho xây dựng.

### Đồng nhất với danh sách vua của Manetho
Chúng ta vẫn chưa biết được sử gia Manetho đã sử dụng tên gọi nào để ghi chép về vua Khaba. Ông có thể chính là Mesôchris hoặc Sôÿphis, tuy nhiên điều này lại bị Wolfgang Helck và Eberhard Otto nghi ngờ. Họ đều cho rằng cả hai tên gọi này đều là của vua Sanakht.

## Triều đại
Do những mâu thuẫn giữa các bản danh sách vua thời Ramesses và thiếu các chữ khắc liên quan đến các lễ hội vào thời điểm đó cho nên vị trí chính xác của Khaba trong biên niên sử vương triều thứ ba vẫn đang được tranh luận. Nhà Ai Cập học Nabil Swelim tin rằng Khaba có thể là người đã trực tiếp kế vị vua Khasekhemwy, vị vua cuối cùng của vương triều thứ hai. Ông ta dựa vào giả thuyết về sự tương đồng giữa hai tên gọi: cả hai tên gọi này đều bắt đầu bằng âm tiết kha. Để so sánh, ông ta dẫn ra hai tên gọi Netjerikhet (Djoser) và Sekhemkhet (Djoserteti), chúng cũng cho thấy sự giống nhau tương tự như vậy và hai vị vua này còn được thừa nhận là đã cai trị nối tiếp nhau.
Tuy nhiên, giả thuyết của Swelim lại không được các học giả khác chấp nhận một cách rộng rãi. Grimal, Helck, Wilkinson và Stadelmann lại chỉ ra rằng trên những chiếc bát đá hoàng gia thuộc vương triều thứ ba chỉ có duy nhất tên Horus của nhà vua mà không có bất kỳ dòng chữ khắc nào khác và nó đã trở thành một phong cách của vương triều này. Điều này cũng sảy ra với những chiếc bát đá của vua Khaba. Phong cách trang trí này vẫn còn được sử dụng dưới triều đại của Sneferu, vị vua sáng lập nên vương triều thứ 4. Như vậy, Khaba được cho là đã cai trị vào giai đoạn gần cuối của vương triều thứ ba
Niên đại chính xác của triều đại Khaba cũng chưa được xác định rõ. Nếu như ông được đồng nhất với tên gọi Sedjes và Hudjefa thì có thể ông đã cai trị trong sáu năm, giống như cuộn giấy cói Turin ghi lại. Còn nếu Khaba được đồng nhất với vua Huni, ông có thể cai trị tới 24 năm.

## Lăng mộ

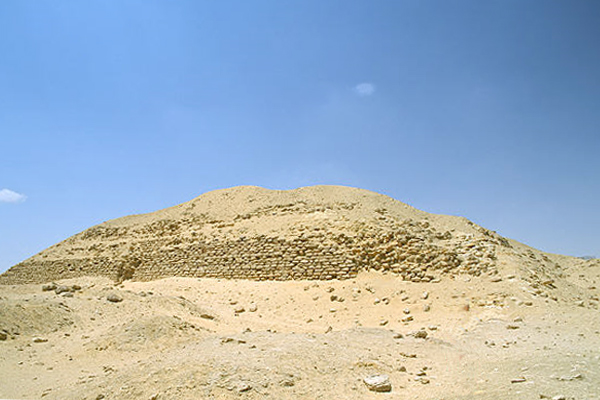
Kim tự tháp Tầng tại Zawyet el'Aryan.

Khaba thường được cho là đã xây dựng Kim tự tháp Tầng, nằm ở Zawyet el'Aryan, cách Giza khoảng 8 km về phía tây nam. Kim tự tháp này ban đầu được dự kiến là có chiều cao từ 42 đến 45 mét, nhưng bây giờ nó chỉ còn cao 17 mét. Hiện nay vẫn chưa rõ liệu rằng phần trên của kim tự tháp đã bị xói mòn theo thời gian hay là nó vẫn chưa được xây dựng xong. Mặc dù ngày nay không còn dòng chữ khắc nào có liên quan trực tiếp đến kim tự tháp của Khaba, serekh của ông lại xuất hiện trên những chiếc bát đá được phát hiện trong một mastaba gần đó, được gọi là Mastaba Z500.
Cũng có thể Khaba đã được chôn cất trong mastaba nói trên, nó nằm cách kim tự tháp khoảng 200 m (660 ft). Quả thực, một số bát đá khắc tên Horus của Khaba cũng như hai mảnh dấu vỡ của ông đã được tìm thấy qua các cuộc khai quật tại mastaba này. Mặc dù điều này thường được coi là bằng chứng cho thấy Khaba là chủ sở hữu của kim tự tháp này nhưng nó cũng có thể ngụ ý rằng mastaba Z500 kia mới là lăng mộ của Khaba và Kim tự tháp Tầng lại thuộc về một vị vua chưa được biết đến

## Những kiến trúc khác

### Mastaba Z500
Chỉ có hai ngôi mộ mastaba lớn có thể được xác định một cách chắc chắn là có niên đại thuộc về triều đại của Khaba. Ngôi mộ đầu tiên được gọi là Mastaba Z500, nó nằm tại Zawyet el'Aryan. Nó nằm cách Kim tự tháp Tầng khoảng 200 m về phía bắc và có hướng nam-bắc . Mastaba này được xây bằng gạch bùn, bức tường bao quanh bên ngoài của nó có nhiều hốc thường và nó chỉ có duy nhất hai phòng chôn cất lớn cũng như không có bất kỳ đặc điểm kiến trúc điển hình nào cho thấy đây là một ngôi mộ. Vì lý do này, các nhà Ai Cập học như Nabil Swelim tin rằng Mastaba Z500 thực sự là một ngôi đền tang lễ, và nó là một phần nằm trong phức hợp an táng của Kim tự tháp Tầng. Niên đại của kiến trúc này được xác định thuộc về triều đại của Khaba là nhờ vào việc tìm thấy một số lượng lớn các chiếc bình làm bằng đá diorite và dolomite cùng những mảnh vỡ của các con dấu bằng bùn có tên serekh của vua Khaba.

### Ngôi mộ Quesna
Vào năm 2010, một mastaba bằng gạch bùn khác đã được phát hiện ở Quesna, một địa điểm khảo cổ nằm tại tỉnh Monufia (khu vực châu thổ sông Nile). Mastaba này có chiều dài 14m và rộng 6m. Cấu trúc của nó bao gồm một hành lang thờ nguyện rộng 3 m, chia nó thành ba phần riêng biệt: khu vực đầu tiên (phía bắc) được lấp đầy gạch vụn, khu vực thứ hai (trung tâm) có một phòng đôi đóng vai trò như là buồng chôn cất chính và khu vực thứ ba (phía nam) có một hầm chôn cất nằm ở trung tâm của nó. Vào năm 2014, một mảnh dấu vỡ nhỏ bằng bùn với tên của nhà vua đã được phát hiện tại đây. Tuy nhiên, chủ sở hữu thực sự của ngôi mộ vẫn chưa được xác định và các cuộc khai quật khảo cổ vẫn đang được tiến hành.